# ذي دومان (حبيش)

تعديل مصدري - تعديل

ذي دومان هي إحدى قرى عزلة بني معين بمديرية حبيش التابعة لمحافظة إب، بلغ تعداد سكانها 421 نسمة حسب تعداد اليمن لعام 2004.